# Morée
Morée je naselje in občina v osrednjem francoskem departmaju Loir-et-Cher regije Center. Leta 2009 je naselje imelo 1.117 prebivalcev.

## Geografija
Kraj leži v pokrajini Vendômois ob reki Loir, 38 km severno od Bloisa.

## Uprava
Morée je sedež istoimenskega kantona, v katerega so poleg njegove vključene še občine Brévainville, Busloup, Danzé, Fréteval, Lignières, Lisle, Pezou, Rahart, Saint-Firmin-des-Prés, Saint-Hilaire-la-Gravelle, Saint-Jean-Froidmentel in La Ville-aux-Clercs z 8.962 prebivalci (v letu 2010).
Kanton Morée je sestavni del okrožja Vendôme.

## Zanimivosti
- cerkev Marijinega Vnebovzetja,
- Porte de la Perrine, ostanek nekdanje graščine.